# إمبراطور المكسيك
إمبراطور المكسيك (لغة إسبانية: Emperador de México) كان رئيس الدولة وحاكم المكسيك في حدثين غير متتاليين في القرن التاسع عشر الميلادي في تاريخ المكسيك.
مع إعلان استقلال الإمبراطورية المكسيكية عن الإمبراطورية الإسبانية عام 1821، أصبحت المكسيك ملكية مستقلة - الإمبراطورية المكسيكية الأولى (182201823). استبدلت الملكية بجمهورية المكسيك الأولى. بعد فترة وجيزة عادت المكسيك إلى الملكية في ستينيات القرن التاسع عشر، إذ تأسست الإمبراطورية المكسيكية الثانية (1864-1867)
في هاتين الفترتين، أجبر الإمبراطور على التنحي قسراً ومن ثم تم إعدامه.

## الإمبراطور المكسيكي (1822–1823)
| الاسم               | الحياة                                               | بداية الحكم         | نهاية الحكم         | صورة | ملاحظات |
| ------------------- | ---------------------------------------------------- | ------------------- | ------------------- | ---- | ------- |
| أغوستين دي إتوربيدي | 27 سبتمبر 1783 – 19 يوليو 1824 (عن عمر ناهز 40 عاماً) | 19 أيار (مايو) 1822 | 19 آذار (مارس) 1823 |      |         |

## إمبراطور المكسيك (1864–1867)
| الاسم                        | الحياة                                             | بداية الحكم           | نهاية الحكم         | صورة | ملاحظات |
| ---------------------------- | -------------------------------------------------- | --------------------- | ------------------- | ---- | ------- |
| ماكسيميليان إمبراطور المكسيك | 6 يوليو 1832 – 19 يونيو 1867 (عن عمر ناهز 34 عاماً) | 10 نيسان (إبريل) 1864 | 15 أيار (مايو) 1867 |      |         |